# سيسيليا موريل
ماريا سيسيليا موريل مونتيس (ولدت في 14 يناير 1954) هي زوجة رئيس تشيلي سبستيان بنييرا، وعلى هذا النحو هي السيدة الأولى لشيلي؛ وهي أيضًا مديرة المنطقة الاجتماعية والثقافية في الرئاسة، لرئاسة زوجها (2010-2014).

## حياتها العائلية
سيسيليا هي الرابعة من بين سبعة أطفال ولدوا لإدواردو موريل تشينيو وبولينا مونتيس برونيه، أخت هوغو مونتيس برونيه. التحقت بالمدرسة الابتدائية في مدرسة جان دارك، وهي نفس المدرسة التي درست فيها والدتها وجدتها .
في سن 18 عام 1972، بدأت في مواعدة سيباستيان بينيرا، التي كانت جارة لها في أفينيدا أميريكو فيسبوسيو، في القطاع الشرقي من سانتياغو. تزوجا عام 1973 وانتقل الزوجان إلى الولايات المتحدة في ديسمبر 1974 حيث درست الاقتصاد.
لديهم أربعة أطفال:
ماجدالينا (مواليد 1975) ، مدرس تاريخ وجغرافيا
سيسيليا (مواليد 1978) طبيب أطفال.
سيباستيان (مواليد 1982) ، مدير أعمال
كريستوبال (مواليد 1984) ، عالم نفس.

## الدراسات المتقدمة والعمل الاجتماعي
في عام 1972 ، بدأت دراسة التمريض في الجامعة الكاثوليكية في تشيلي، لكنها أوقفت دراستها عندما انتقلت إلى الخارج مع زوجها. استأنفت دراستها عندما عادوا إلى تشيلي، واستمرت حتى ولادة ابنتها الثانية سيسيليا. كانت على بعد فصل دراسي واحد عن التخرج.
ثم التحقت بعد ذلك بمعهد كارلوس كازانويفا المهني ، وتخرجت منه كمستشارة عائلية وشبابية. وهي حاصلة أيضًا على درجة علمية في العلاقات الأسرية والإنسانية من جامعة يونيفرسيداد مايور.
في عام 1989، أسست مع متخصصين من معهد كارلوس كازانويفا (إنريكي كويتو) ما أصبح فيما بعد "لا كاسا دي لا خوفينتود"، بهدف تثقيف الشباب من كونشالي بورش عمل للنمو والتنمية الشخصية. في وقت لاحق ، تم اشتقاق مؤسسة وومن إمبارك من هذا المشروع.

## السيدة الأولى
بصفتها السيدة الأولى ، تم تعيين سيسيليا موريل رئيسة لعدد من المنظمات التشيلية.
شبكة التعليم لمرحلة ما قبل المدرسة لمؤسسة Integra
PRODEMU ، مؤسسة النهوض بالمرأة
أوركسترا الشباب والأطفال
متحف ميرادور التفاعلي
الحرف اليدوية في شيلي
مؤسسة الأسرة.
رافقت الرئيس في زيارة دولة إلى إسبانيا في مارس 2011. مُنح الرئيس رتبة طوق من وسام إيزابيلا الكاثوليكية وزوجته سيدة الصليب الأكبر. 
في نوفمبر 2011 ، رحبت بفيليبي أمير أستورياس والأميرة ليتيزيا من إسبانيا في افتتاح معرض لأعمال المصور الإسباني شيما مادوز في سانتياغو. 
حادث تعدين كوبيابو
بعد حادث تعدين كوبيابو 2010 ، عقد بينيرا وموريل مؤتمرًا صحفيًا قبل بدء عملية الإنقاذ في 12 أكتوبر 2010. لقد كانوا معًا طوال الوقت في موقع إنقاذ عمال المناجم التشيليين ، الذين كانوا محاصرين في أعماق الأرض. 
عندما تم إنقاذ أول عامل منجم ، فلورنسيو أفالوس، انفجر ابنه البالغ من العمر سبع سنوات في البكاء، كما فعلت السيدة الأولى.